# Liubov Zakhàrtxenko
Liubov Ivànovna Zakhàrtxenko, rus: Любо́вь Ива́новна Заха́рченко (4 d'abril de 1961, Rostov del Don - 21 de gener de 2008, Moscou) fou una poetessa i cantautora russa.

## Biografia
Liubov Zakhàrtxenko va començar a escriure poesia i cançons el 1975, quan tenia 14 anys. Es va graduar al Departament de Facultat de Dret de la Universitat Federal del Sud en 1984 com a jurista i criminòloga. Després de graduar-se a la Universitat, va treballar com a investigadora i fiscal adjunta a l'oficina del fiscal, i va ensenyar lleis estatals durant 3 anys a la universitat.
El 1986 va guanyar el Gran Premi en el primer festival soviètic de la cançó d'autor. Bulat Okudjava la va qualificar com a "un descobriment [del festival] d'aquells que són tan rars". Més tard va ser guanyadora de nombrosos concursos musicals i festivals a Khàrkiv, Zaporíjia, Novokúibixevsk, Sviatohirsk i altres llocs. Durant diversos anys, va ser organitzadora del festival de cançons "Rostov Metro" a la seva ciutat natal de Rostov-on-Don. Entre d'altres hi actuaren Ielena Kàmburova, Zinovi Guerdt, Víktor Xenderóvitx i altres artistes ben coneguts.
En els anys 1990 va ser membre de jurats en festivals d'art de cançons a Kíev i Sant Petersburg. També va aparèixer en moltes emissions de televisió i ràdio.
Tocava la guitarra russa de set cordes sense la 7a corda.
Va estar casada dues vegades i tenia tres fills. El 2008 va morir per una malaltia cardíaca.

## Discografia
Discs d'autor:
- «Мы так похожи на людей» (2001).
- Информационный альбом № 1 или «Ой, мамочка!»
- Информационный альбом № 2 или «Как мы пели хором!»
- Информационный альбом № 3 или «Неправильная женщина»
- Информационный альбом № 4 или «До чего ж мы все хорошие!»
- Театр песни Любови Захарченко № 1 «Он, она, молодость и война»

Col·leccions:
- Звездная карусель — Артель «Восточный ветер», 2001
- Такая разная любовь — Артель «Восточный ветер», 2003
- Женским почерком — Пролог-Мьюзик, МУЗПРОМ, 2003